# A párkereső (Így jártam anyátokkal)
A párkereső az Így jártam anyátokkal című amerikai televíziós sorozat első évadának hetedik epizódja. Eredetileg 2005. november 7-én vetítették, míg Magyarországon 2008. október 9-én.
Ebben az epizódban Ted egy párkereső szolgáltatásba regisztrál, hogy a modern technika segítségével mondják meg neki, ki az igazi. Mindeközben Marshall és Lily egy különös lénnyel találkoznak a házban.

## Cselekmény
|  | Alább a cselekmény részletei következnek! |

Robin felfedez egy szolgáltatást, amely 100%-os bizonyossággal mondja meg valakiről, hogy ki a lelki társa. Ő és Barney azt javasolják Tednek, hogy próbálja ki, amit ő nem szeretne, de Barney csellel ráveszi, hogy mégis menjen el. Ellen Pierce, a cég tulajdonosa lát fantáziát Tedben, és azt ígéri neki, hogy három napon belül megtalálja neki az igazit. Amikor öt nap is eltelik eredmény nélkül, elmegy személyesen konzultálni, ahol közlik vele, hogy ilyen sosem fordult még elő, de egyszerűen nem talál neki a számítógép párt. Azt, aki a legjobban illik hozzá, nemrégiben jegyezték el, és az esküvőjére készül. Ted később visszalopakodik az irodába és megszerzi ennek a nőnek az adatait. Ő bőrgyógyász, és a hétvégén megy férjhez. A megszerzett adatokat felhasználva Ted felkeresi őt a rendelőjében, és megpróbál udvarolni neki, de az udvariasan elküldi. Pár nappal később mégis felhívja – nem azért, amiért Ted várta, hanem mert van egy anyajegye, amit meg kellene nézetnie. A cég 100%-os sikerességi rátája ugyan romokban, de Ted arra bátorítja Ellent, hogy ne adja fel, keresse tovább neki a számítógép az igazit, és ezért nem kéri a sikerességi garancia meghiúsulásáért járó összeget sem.
Eközben Marshall és Lily egy fura lényt találnak a lakásban. Lily szerint egy csótány az, míg Marshall azt mondja, inkább egér. Megpróbálják megölni rovarirtóval és egy könyvvel, de nem járnak sikerrel. Jól megfigyelik, és megállapítják, hogy ez egy "csótányegér", mert mindkét lényre egyformán hasonlít. Robin nem hisz nekik, de ő is szembesül a lénnyel. Marshall beviszi egy ismerősének analízisre az egyetemre, de addigra az állat megszökik. A lakásban garázdálkodó csótányegeret Marshall kidobja az ablakon, amiről kiderül, hogy tud repülni is.

## Kontinuitás
- Először történik arra utalás, hogy Marshall hisz, Robin pedig egyáltalán nem a paranormális jelenségekben.
- Először adja Ted bizonyságát annak, hogy milyen elánnal keresi az igazit, és hogy ennek érdekében mások kapcsolatába is hajlandó belerondítani.
- Először láthatjuk Barney-t valami átlátszó mesével próbálkozni, hogy felszedhessen egy nőt.

## Jövőbeli visszautalások
- A tej című részben a számítógép végül megtalálja azt a nőt, aki az igazi lehet.
- Ted megemlíti, hogy szerinte az igazi nő tud basszusgitározni is. A Kisfiúk című részben kiderül, hogy Stacy, akire  ő és Barney hajtanak, egy reggae-bandában basszusgitározik. A Nők vs. öltönyök című részből az is kiderül, hogy az Anya is azon játszik.
- A Csodák című részben Marshall és Robin újra a természetfelettin veszekednek. A Nincs holnap című részben Lily azt mondja, hogy csak akkor hiszi el, hogy az új házuk kísértetjárta, ha Robin, a szkeptikus is azt mondja.
- A Természettörténet című részben olvasható a New York Times-ban egy cikk a csótányegérről. Ted és Zoey "A tökéletes koktél" című epizódban meg is találják az Arcadian Szállóban.

## Érdekességek
- Marshall szerint a csótányegér hermafrodita, mint a tengeri csikók. A valóságban a tengeri csikók közt van hím és nőstény is.
- Jason Segelnek ez a kedvenc epizódja.
- Ellen többek között olyan nőt keresett Tednek, aki 5 évvel fiatalabb nála. Az Anya 6 évvel, 4 hónappal és 20 nappal fiatalabb nála.

## Vendégszereplők
- Camryn Manheim – Ellen Pierce
- Beth Lacke – Dr. Sarah O'Brien
- Joe Nieves – Carl MacLaren
- Nick Jaine – Sudeep

## Zene
- Seals & Crofts – Summer Breeze ("Nyári szél" címen hivatkoznak rá)
- Ted Leo and the Pharmacists – Parallel or Together?
- R.E.M. – At My Most Beautiful

|  | Itt a vége a cselekmény részletezésének! |